# Distretto di Song Khwae
Il distretto di Song Khwae (in thailandese: สองแคว) è un distretto (amphoe) della Thailandia, situato nella provincia di Nan.